# Вадерн
Вадерн (нім. Wadern) — місто в Німеччині, знаходиться в землі Саар. Входить до складу району Мерциг-Вадерн.
Площа — 111,17 км2. Населення становить 15 697 ос. (станом на 31 грудня 2021).